# Tekla Knös (musikgrupp)
Tekla Knös är ett punkband som startades 1996 i Stockholm av Mauritz Vetterud (gitarr och sång) och Markus Lindsmyr (bas och sång). Originalsättningen med Cornel Grigoriu (sång) och Sven Ranelf (trummor) höll i ett halvår.
År 1997 medverkade Tekla Knös på en tributeskiva till gruppen  Jerusalem, då med Urban Näsvall på trummor, med en cover på låten "Noa". Strax därefter blev Fredrik Johansson fast trummis fram till hösten 1998. År 1999 kom Henrik Dahlquist (trummor och bakgrundssång) in. År 2011 avled Lindsmyr..

## Bandet
Tekla Knös har tagit sitt namn från den svenska psalmförfattaren Thekla Knös. De har blivit kända för att vara ett punkband som kombinerar ett tydligt kristet budskap med lika tydlig, anarkistiskt präglad, samhällskritik. Dessutom benämns de ofta som skinheads. Men det är bara gitarristen Mauritz Vetterud som har en bakgrund i denna rörelse, vilket gjort sitt avtryck i både texter och musik. Tekla Knös har dock inga nazistiska kopplingar. 
Deras sätt att utan hämningar tala om personlig moral, politisk korrekthet och om Jesus som den enda vägen till Gud och att lika rått och frispråkigt vräka kritik över såväl fångvården, kvällstidningarna, EU-projektet och stadsstaten har gjort dem kontroversiella bland såväl punkare som kyrkfolk. I september 2000 blev bandet utskällt på Svenska Dagbladets ledarsida. Allt detta, tillsammans med deras flitiga turnerande och deras egenartade råa punkmusik, har gjort dem populära bland både kristna och icke-kristna. Rent musikaliskt kan de beskrivas som melodisk punk med oi!-influenser. 
Ena sångaren Markus Lindsmyr använde sin fritid till att jobba med det egna icke kommersiella skivbolaget Etik & Moral Records där bandets skivor finns utgivna.
Efter ett uppehåll på fem år uppträdde Tekla Knös i ett överfullt tält på festivalen Frizon 2009.
Bandets sista konsert blev i Alingsås den 29 maj 2010.

## Diskografi
- 1999 – Så sparade vi oss ur krisen (CD), Etik & Moral Records
- 2002 – Schengenland über alles (CD), Etik & Moral Records
- 2004 – Hellre Dåre Än Marionett (CD), Etik & Moral Records/Sound Pollution
- 2011 – Utförsäkrade Och En Man Kort EP, Etik & Moral Records

### Finns med på bland annat
- Äggröran 5 (CD), Ägg Tapes & Records
- Äggröran 6 (CD), Ägg Tapes & Records
- Solidaritet (CD), Halvfabrikat Records